# Croce di Ringelheim
La Croce di Ringelheim è un crocifisso (h 162 cm) in legno di tiglio e di quercia, risalente ai primi dell'XI secolo, conservata nel museo della cattedrale di Hildesheim.

## Storia
Quando fu fondato nel 941, il monastero di Ringelheim (Salzgitter), all'interno della diocesi di Hildesheim, fu posto sotto la protezione del re Ottone I come libera abbazia imperiale, quindi il monastero era subordinato all'imperatore direttamente in materia secolare e solo al papa in questioni spirituali. Non si sa per quanto tempo la prima badessa Imhild, figlia del fondatore Immad, abbia ricoperto questa carica e chi le sia succeduta nell'incarico. Gli studi indicano che Judith, una sorella del vescovo di Hildesheim Bernward, abbia ricoperto questo ufficio fino al 1000 circa. Probabilmente in occasione della sua morte, il vescovo Bernward donò al monastero il grande crocifisso in legno.
In occasione del restauro del 1993, l'originale è stato dato in prestito permanente al museo della cattedrale di Hildesheim e l'artista Hans Kazzer ha creato per la chiesa del monastero di Ringelheim, dedicata ai santi Abdon e Sennen, una copia che propone una ricostruzione della forma originaria della croce. Storicamente, il crocifisso pende come una croce trionfale sull'altare della celebrazione.

## Descrizione e stile
Il corpo di Cristo è in legno di tiglio e quercia ed è alto 1,62 metri ed è di insolita vivacità ed espressività. La croce sul quale è montato, tuttavia, non è quella originale. L'opera è avvicinabile alla Croce di Gerone di Colonia.
Durante il restauro del 1949–1951, nella testa della croce fu trovata una borsa in pelle con una pergamena. Questa portava l'iscrizione "De sepulchro domini" (cioè "Dalla tomba del Signore"). Il rovescio portava la firma di Bernward ("B. + ep.", ossia Bernwardus episcopus). Nella borsa c'erano anche due piccole pietre che, secondo l'etichetta, erano reliquie della Terra santa.